# Wissenschaftspreis der Aby-Warburg-Stiftung

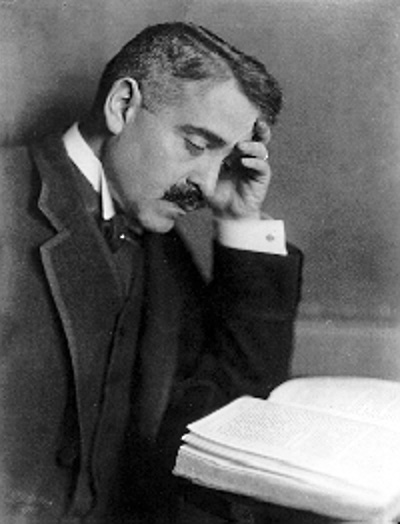
Aby Warburg

Der Wissenschaftspreis der Aby-Warburg-Stiftung (früher Preis der Aby-Warburg Stiftung und Hans-Reimer-Preis der Aby-Warburg-Stiftung) ist ein seit 1995 vergebener Wissenschaftspreis, der vor allem an Kunsthistoriker sowie an Wissenschaftler, die sich durch besondere Beiträge zu den Kultur- und Geisteswissenschaften ausgezeichnet haben, verliehen wird. Der Preis ist mit 5.000 Euro dotiert und mit einem Vortrag verbunden. Der Preis ist nach dem Kunsthistoriker Aby Warburg benannt.
Die Preisverleihung findet im Bibliothekssaal des Warburg-Hauses in Hamburg statt.

## Preisträger
| Jahr | Preisträger           | Titel des Vortrags |
| ---- | --------------------- | --- |
| 1995 | Barbara Stafford      | Violence In Natural History: On The Durability Of A Graphic Dilemma                                                          |
| 1995 | Herfried Münkler      | Nationale Mythen im Europa der Frühen Neuzeit                                                                                |
| 1996 | Michael Giesecke      | Der Verlust der zentralen Perspektive und die Renaissance der Multimedialität                                                |
| 1996 | Elizabeth McGrath     | Titel und Beschriftung von Kunstwerken der Renaissance                                                                       |
| 1997 | Egon Flaig            | Soziale Bedingungen des kulturellen Vergessens                                                                               |
| 1997 | Georges Didi-Huberman | Magic Material for Likeness: Plasticity, Survivals and Downgradings of Wax                                                   |
| 1998 | Joan R. Branham       | Bloody Woman And Bloody Spaces: Menses And The Eucharist In Late Antiquity And The Early Middle Ages                         |
| 1998 | Gabriele Brandstetter | Rhetorik der Drapierung |
| 1998 | Ulrich Raulff         | Standfotos. Auf der Suche nach dem verlorenen Augenblick: Historische Rekonstruktionen                                       |
| 1999 | Sigrid Weigel         | Aby Warburgs Göttin im Exil                                                                                                  |
| 1999 | Sven Beckert          | Die Kultur des Kapitals. Bürgerliche Kultur im New York und Hamburg des neunzehnten Jahrhunderts                             |
| 1999 | Anne Duden            | Ausgehend von Liegenden. Schlafende und Entschlafene, Träumende und Hingestreckte bei Carpaccio, Douvermann, Grünewald u. a. |
| 2000 | Jochen Hörisch        | Konversionen. Von der Kultur- zur Mediengeschichte                                                                           |
| 2000 | Silvia Eiblmayr       | Die verletzte Diva. Körper, Hysterie, Technik in der Kunst des 20. Jahrhunderts                                              |
| 2000 | Gustav Seibt          | Die italienische Eroberung Roms. Eine Schlacht um Moderne, Nation und Religion                                               |
| 2001 | Simone Michel         | Seele der Finsternis, Schutzgottheit und Schicksalsmacht: der Pantheos auf magischen Gemmen                                  |
| 2002 | Thomas Macho          | Die Sichel des Kronos. Mythische Bilder der Zeit.                                                                            |
| 2002 | Rüdiger Campe         | Evidenz als Verfahren. Vorschlag für eine kulturwissenschaftliche Untersuchung                                               |
| 2003 | Renate Schlesier      | Ungestraft unter Palmen. Freud in Italien.                                                                                   |
| 2003 | Martin Jay            | History and Experience: Dilthey, Collingwood, Scott and Ankersmit                                                            |
| 2003 | Diane Bodart          | Verbreitung und Zensierung der königlichen Porträts im Rom des 16. und 17. Jahrhunderts                                      |
| 2004 | Marina S. Warner      | My Airy Spirit: Ethereal Bodies, Material Metaphors                                                                          |
| 2004 | Frank Fehrenbach      | Compositio corporum: Wurzeln der aktuellen „Bio-Art“                                                                         |
| 2005 | Wolfgang Schivelbusch | Die Verdauung der Natur |
| 2006 | Jeroen Stumpel        | The Persistance of Images; Reproductive Success and ist Riddles in the History of Art                                        |
| 2006 | Cornelia Zumbusch     | ‚Motion is Emotion’: Melodramatische Bewegung bei Warburg, Goethe und Rousseau                                               |
| 2007 | Carla Hesse           | Reading in Extremis: French Revolutionaries Respond to Rousseau                                                              |
| 2008 | Roberto Calasso       | Baudelaire e il culto delle immagini (Baudelaire und der Bilderkult)                                                         |
| 2008 | Christoph Asendorf    | Krieg und Raumtheorie in der Klassischen Moderne                                                                             |
| 2008 | Anke te Heesen        | Lomorisierte Objekte. Präsentationsweisen alltäglicher und wissenschaftlicher Artefakte                                      |
| 2009 | keine Vergabe         | keine Vergabe |
| 2010 | Gerd Blum             | Von Bezaleel bis Michelangelo. Vasari über jüdische und christliche Kunst                                                    |
| 2011 | Wolfgang Ullrich      | Wie. Zur Rolle des Vergleichens im Umgang mit Kunst.                                                                         |
| 2011 | Karl-Siegbert Rehberg | Kunst-Staat DDR. Kunst im Staatssozialismus und die deutsche Doppelflucht aus der Geschichte                                 |
| 2012 | Mischa Meier          | Caesar und das Problem der Monarchie in Rom                                                                                  |
| 2013 | Barbara Wittmann      | Aby Warburg und die Kinderzeichnung als Fossil der Kulturgeschichte                                                          |
| 2014 | Michael Hagner        | Zwölfmal ich. Charles Nègre und die fotografischen Wirkungen, die uns zum Träumen bringen.                                   |
| 2014 | Eva Schürmann         | Homo depictor. Vom Darstellen als Lebensform.                                                                                |
| 2015 | Lambert Wiesing       | Formale Ästhetik: Vom Kunstwerk zum Designobjekt.                                                                            |
| 2016 | Jacqueline E. Jung    | The ‚Gerichtspfeiler‘ as ‚Gedankenpfeiler‘: Movement, Medium, and Memory in the Strassburg South Transept.                   |
| 2017 | Elisabeth Bronfen     | Hermiones Rückkehr – Das Nachleben einer Pathosformel.                                                                       |
| 2018 | Andrea Pinotti        | Replik der Gewalt, Replik auf die Gewalt                                                                                     |
| 2019 | Emmanuel Alloa        | Umgekehrte Intentionalität. Über emersive Bilder.                                                                            |
| 2020 | Victor Stoichiță      | Text-Bild-Textur. Zu den Spinnerinnen von Diego Velázquez                                                                    |
| 2021 | Katharina Sykora      | Fraktur. Weiblichkeit, der gebrochene Blick und das Nachleben der Shoah bei Boris Lurie                                      |
| 2022 | Marie-José Mondzain   | Image and Pharmakon. Aby Warburg’s Self Healing                                                                              |
| 2023 | Valeska von Rosen     | Alberti – Dürer – Michelangelo. Künstlerselbstbildnisse vor dem Zeitalter des Subjekts                                       |
| 2024 | Valentin Groebner     | Pathosformel und Affekt: Über aufregende Bilder und ihr Nachleben                                                            |
| 2025 | Erhard Schüttpelz     | |